# Rugby 7 en los Juegos Asiáticos 2018
El Rugby 7 en los Juegos Asiáticos de 2018 se disputó entre el 30 de agosto y 1 de septiembre en el GBK Rugby Field de Yakarta, participaron 12 selecciones masculinas y 8 selecciones femeninas de Asia.

## Equipos participantes
| - Afganistán - China - China Taipéi - Corea del Sur - Hong Kong - Japón - Malasia - Pakistán - Singapur - Sri Lanka - Tailandia - Emiratos Árabes Unidos | - China - Corea del Sur - Hong Kong - India - Japón - Kazajistán - Singapur - Tailandia |

## Medallistas
| Evento                      | Oro       | Plata | Bronce        |
| --------------------------- | --------- | ----- | ------------- |
| Masculino (1 de septiembre) | Hong Kong | Japón | Corea del Sur |
| Femenino (1 de septiembre)  | Japón     | China | Kazajistán    |